# Аркадиевцы
Арка́диевцы (укр. Аркадіївці) — село в Хмельницком районе Хмельницкой области Украины.
Население по переписи 2001 года составляло 529 человек. Почтовый индекс — 31321. Телефонный код — 382. Занимает площадь 1,719 км². Код КОАТУУ — 6825080901.

## Местный совет
31321, Хмельницкая обл., Хмельницкий р-н, с. Аркадиевцы, ул. Литвинова, 6

## Галерея
- На улице села
- Церковь
- Братская могила советских воинов, погибших в Великой Отечественной войне